# ون وي
ون وي هي فرقة روك بديل كورية جنوبية تأسست في 2015.